# ジョージ・ウェルズ・ビードル
ジョージ・ウェルズ・ビードル（George Wells Beadle、1903年10月22日 - 1989年6月9日）は、アメリカ合衆国の遺伝学者。遺伝子が細胞内の生化学過程を制御していることを発見し、エドワード・ローリー・タータムとともに1958年度のノーベル生理学・医学賞を受賞した。また同年にはジョシュア・レダーバーグも受賞している。
ビードルとタータムは、アカパンカビ（Neurospora crassa）にX線を照射し、突然変異を起こさせた。それらの仲から代謝系路上の特定の酵素が変異しているものを探し、その生理と遺伝について研究を行った。1941年の実験で遺伝子と酵素反応が直接関連していることをあきらかにし、これが後に｢一遺伝子一酵素説｣として知られるようになった。

## 人生と研究
ビードルはネブラスカ州のワフーで生まれた。彼は1926年にネブラスカ大学で農学の学位を取得した。指導教官のフランクリン・ケイムの勧めでコーネル大学の大学院に進学し、初めは生態学を専攻した。しかしすぐに専攻を遺伝学と細胞学に変更し、ローリンズ・エマーソン、バーバラ・マクリントックの下でトウモロコシの遺伝学の研究を行った。彼は1931年にコーネル大学で博士号を取得した。
ポスドク時代には、彼はカリフォルニア工科大学のトーマス・ハント・モーガンの研究室でアルフレッド・ヘンリー・スターティヴァントらとともにショウジョウバエ（Drosophila melanogaster）の遺伝子の研究を行った。そこで彼はボリス・ エフリュッシとともにハエの幼虫に外来細胞を移植して腹部に第三の目を作らせる技術の開発を行い、目の色を変える変異体は目の色素を作る代謝過程に関与する遺伝子が変異していることを明らかにした。この過程に関与する反応や物質を詳しく調べる実験を進めるうち、彼は生化学者のエドワード・ローリー・タータムに共同実験を持ちかけられた。彼らはvermilionと呼ばれる変異体からの色素の前駆体の単離に成功したが、ドイツの別のグループにわずかに先を越された。ショウジョウバエを使った実験が認められ、彼はハーバード大学、スタンフォード大学の教授となった。
タータムとビードルは、生化学、遺伝学の実験により適したモデル生物としてアカパンカビを選んだ。アミノ酸やビタミンなどの栄養要求性変異株を作り、個々の遺伝子変異は代謝過程や物質生産過程の個々のステップに関わっていることを明らかにした。この実験結果より、1941年に、1つの遺伝子は複雑な表現系ではなく、1つの特異的な酵素のみを規定するという｢一遺伝子一酵素説｣が生まれた。彼らの研究は分子遺伝学に新たな道を開き、遺伝子の働きや物質の生合成の経路の解明に役だった。
1946年、ライナス・ポーリングの紹介で、ビードルはカリフォルニア工科大学に新設される生物学部門の責任者となった。冷戦の初期には、ビードルは共産主義を懐疑し、核兵器による放射能の危険性に警鐘を鳴らした。1961年から1968年まではシカゴ大学の総長を務め、トップクラスの大学との評価を再構築した。1966年には著書The Language of Lifeを出版した。総長を退任すると彼は研究の道に戻り、現在はトウモロコシとブタモロコシの進化学的な関係を研究している。しかし1970年代後半に、彼はアルツハイマー病に罹り、自分の手で実験を続けるのは困難となった。ジョージ・ビードルは1989年に、2番目の妻のミュリエル・バーネット・ビードルは5年後の1994年になくなった。彼には前妻のマリオン・ヒル・ビードルとの間に、1931年に生まれた一人息子のデイビッドがいる。

## 受賞歴
- 1950年 - アルバート・ラスカー基礎医学研究賞
- 1958年 - メンデル・メダル、ノーベル生理学・医学賞
- 1984年 - トーマス・ハント・モーガン・メダル